# Джузеппе Де Лоренці
Джузеппе Де Лоренці (італ. Giuseppe De Lorenzi, 12 травня 1868, Турин - 16 листопада 1921, Рим) - італійський адмірал, начальник генерального штабу ВМС Італії у 1921 році.

## Біографія
Джузеппе Де Лоренці народився 12 травня 1868 року в Турині. У 1881 році вступив до щойно заснованої Військово-морської академії в Ліворно, яку закінчив у 1886 році у званні гардемарина. 
Отримавши звання молодшого лейтенанта, ніс службу на борту броненосця «Прінчіпе Амадео».
У званні лейтенанта брав участь у війні в Еритреї 1888-1889 років, під час якої командував міноносцем.
Отримавши звання капітана II рангу, протягом 1905-1907 років командував дивізіоном міноносців. У звання капітана I рангу командував крейсером «Сан-Марко», потім лінкором «Андреа Доріа».
На момент вступу Італії у Першу світову війну у 1915 році був начальником штабу 1-ї морської дивізії. У 1916 році отримав звання контрадмірала та був призначений генеральним директором Корпусу королівських військово-морських екіпажів (італ. Corpo regi equipaggi marittimi, CREM). У 1917 році був призначений інспектором підводних човнів.
Протягом 1918-1919 років був військово-морським аташе Італії у Великій Британії. 
Після повернення на батьківщину був інспектором торпедних катерів.
11 лютого 1912 року був призначений начальником генерального штабу ВМС Італії. Того ж року отримав звання віцеадмірала. 
Помер під час перебування на посаді 16 листопада 1921 року.

## Нагороди
- Хрест «За військові заслуги»
- Великий офіцер Ордена Корони Італії
- Командор Ордена Святих Маврикія та Лазаря
- Пам'ятна медаль за Африканську кампанію
- Пам'ятна медаль Італо-австрійської війни 1915—1918
- Медаль Перемоги
- Пам'ятна медаль на честь об'єднання Італії